# Kastell Szekszárd

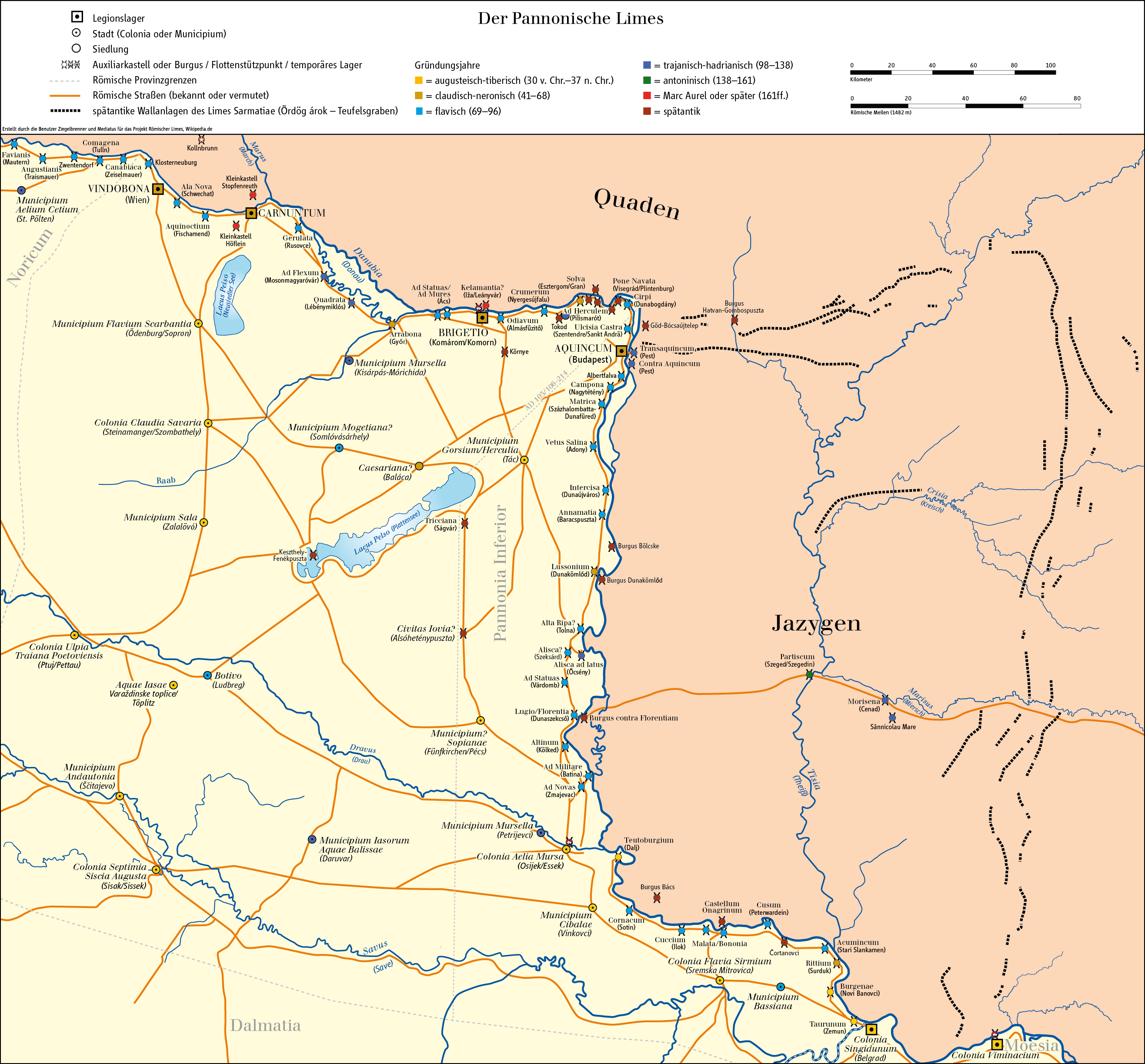
Die Lage des mutmaßlichen Kastells am niederpannonischen Donaulimes.

Kastell Szekszárd, das auch unter dem Namen Alisca bekannt wurde, ist ein mutmaßliches, archäologisch nicht gesichertes römisches Militärlager, das als Kohortenkastell einen Abschnitt des pannonischen Donaulimes (Limes Pannonicus) überwacht haben soll. Der Standort dieser strittigen Anlage soll sich in oder um der heutigen südungarischen Stadt Szekszárd befunden haben, die im Komitat Tolna liegt.

## Lage
Szekszárd liegt in einer Niederung, die sich zwischen den Szekszárder Bergen und der Donau erstreckt. Der einst am Rande weit ausufernder Donauauen und sumpfiger Geländeabschnitte gelegene Platz war bereits in keltischer Zeit besiedelt. Mit der endgültigen römischen Besetzung des Landes in den ersten Jahrzehnten des 1. Jahrhunderts n. Chr., die neben den Soldaten auch viele Neusiedler nach Pannonien brachte, setzte bei der einheimischen Bevölkerung eine rasche Romanisierung ein. Szekszárd, nun eine Grenzsiedlung, entwickelte sich aufgrund einer positiven Wirtschaftsentwicklung zu einer wichtigen lokalen Ortschaft, deren Bevölkerung sich einigen Luxus leisten konnte. Dazu trug die Anbindung an die Limesstraße bei, die entlang der Donau eine der bedeutendsten Handels- und Heerstraßen des Landes war. Nördlich von Szekszárd überquerte die Limesstraße über eine Brücke den Fluss Sió, der nordöstlich des römischen Siedlungsgeländes – überwacht von einem spätantiken Burgus – in die Donau abfloss. Bevor die nach Süden laufende Straße die Gebäude von Szekszárd erreichte, durchquerte sie ein Gräberfeld. An dessen Nordwestrand zweigte eine weitere Straßentrasse nach Südosten ab, durchquerte die anschließenden Sümpfe auf einem hohen Damm und mündete, rund sieben Kilometer Luftlinie vom modernen Szekszárd entfernt, vor dem Westtor des Kastells Őcsény-Szigetpuszta. Diese Garnison ist möglicherweise frühestens um 100 n. Chr. errichtet worden.

## Name
Die einzige Quelle für eine relative Präzisierung der antiken Namen in dieser Region, das Itinerarium Antonini, ein Verzeichnis wichtiger römischer Reichsstraßen und Siedlungen, stammt aus dem 3. Jahrhundert n. Chr. Leider fehlen dort zwischen einigen Kastellen die Meilenangaben, sodass gerade auch im Fall von Szekszárd eine eindeutige Ansprache dieses Ortes mit einem der für diese Region bekannten lateinischen Namen nicht möglich ist, zumal auch das schon lange vermutete römische Militärlager bislang nicht entdeckt werden konnte.
Das in dem Verzeichnis genannte Alisca ad latus wird in der Fachwelt heftig diskutiert. Einige Forscher haben den überlieferten Ausdruck in zwei Teile zerlegt und das Wort Alisca auf den mutmaßlichen Kastellplatz von Szekszárd angewendet, während Ad Latus, was in etwa abseits, seitwärts bedeutet, für die baulichen Überreste von Őcsény-Szigetpuszta eingesetzt wurde. Auch der Limesexperte Zsolt Visy unterstützte in der Vergangenheit die Hypothesen der Archäologen Mór Wosinsky (1854–1907) und József Csalog (1908–1978), die Őcsény-Szigetpuszta als ad latus bezeichneten. Die meisten Forscher haben in der Vergangenheit diese Thesen jedoch abgelehnt und – wie Sándor Soproni  – Őcsény-Szigetpuszta mit dem antiken Alisca gleichgesetzt, was auch Visy heute für wahrscheinlicher hält. Der Archäologe gab auch zu bedenken, ob das in der frühen Limeskette fehlende Kastell tatsächlich in Szekszárd oder dessen Nähe zu suchen sei.
Trotzdem wird das frühe Kastell von Alisca von vielen Forschern immer noch in Szekszárd vermutet. Daher war die Theorie, Szekszárd mit Alisca gleichzusetzen, auch 2001 von dem Epigraphiker Barnabás Lőrincz (1951–2012) vertreten worden, der damals den Versuch unternahm, die römische Truppenaufstellung für Pannonien neu zu ordnen.

## Forschungs- und Baugeschichte
Die weitflächige römische Siedlung unter der Altstadt von Szekszárd mit ihren reichen Gräberfeldern spricht für die Hypothese, dass dort ein Kastell gestanden haben könnte, zumal die Limesstraße mitten durch die heutige Stadt, allerdings westlich der modernen Straße, entlangführte. Anstelle der heutigen Trasse befand sich in der Antike ein Flussbett. Der Gelehrte Luigi Ferdinando Marsigli berichtete im 17. Jahrhundert von einer Burgruine auf dem Hügel, den heute der Bélaplatz einnimmt, aus der zahlreiche lateinische Inschriften stammten. Diese waren dort offensichtlich als Spolien verbaut worden. Im 19. Jahrhundert werden zudem im Umfeld dieses Hügels einige Steinbauten erwähnt, die römischen Ursprungs gewesen sein sollen. Ebenfalls aus dem Bereich des Bélaplatzes sind zahlreiche Gräber der mittleren und späten Kaiserzeit bekannt geworden, die jedoch nur selten wissenschaftlich untersucht werden konnten. Herausragend war ein 1845 entdeckter Marmorsarkophag, der in sekundärer Verwendung eine frühchristliche Bestattung barg. Als schönste Grabbeigabe konnte aus diesem Sarkophag ein spätantikes Diatretglas geborgen werden, das einen christlichen Spruch trug. Die Limesstraße verließ die antike Siedlung wahrscheinlich westlich der heutigen Landstraße und überschnitt sich mit dieser Trasse erst wieder auf der Höhe des Alten Zollhauses von Szekszárd.

## Truppe
Als Besatzung des mutmaßlichen Kastells wurde in der Vergangenheit aufgrund der topographischen Truppenaufzählungen in den vielerorts aufgefundenen Militärdiplomen die Cohors III Lusitanorum (3. Kohorte der Lusitanier) aufgeführt, die noch bis in das 4. Jahrhundert hier gestanden haben könnte. Anschließend soll eine Vexillation der Legio II Adiutrix (2. Legion „die Helferin“) die Hilfstruppeneinheit abgelöst haben.
2001 stellte Lőrincz eine völlig neue Konstellation für Szekszárd zusammen:
| Zeitstellung            | Truppenname                                           | Bemerkung |
| ----------------------- | ----------------------------------------------------- | --- |
| 113/114–118/119 n. Chr. | Cohors II Augusta Nervia Pacensis milliaria Brittonum | Die 2. Doppelkohorte der Briten wurde im Jahr 113/114 nach Pannonien verlegt und in Alisca stationiert. Um 118/119 versetzte man die Einheit in die Provinz Dacia Porolissensis. |
| 118/119–180. n. Chr.    | Cohors I Noricorum equitata                           | Die 1. teilberittene Kohorte der Noriker wurde bereits ab dem 1. Jahrhundert n. Chr. in Pannonien eingesetzt. Ihr ursprünglicher Standort war dort wahrscheinlich das Kastell Brigetio. Der anschließende Standort zwischen 89 und der Teilung Pannoniens im Jahre 106 lässt sich nicht mehr feststellen. Danach gehörte sie der niederpannonischen Armee an, lag zwischen 106 und 118/119 möglicherweise in Lugio und wurde bis zum Ende der Markomannen- und Sarmatenkriege nach Alisca verlegt. Im Anschluss daran könnte sie im Kastell Ad Statuas (Várdomb) stationiert gewesen sein. Um 260 wurde die Einheit unehrenhaft aufgelöst und die Damnatio memoriae über sie verhängt, da sie sich in den Machtkämpfen der häufig wechselnden Soldatenkaiser als zu wankelmütig erwiesen hatte. |
| ab 180 n. Chr.          | Cohors I Lusitanorum ?                                | Die Standorte der 1. Kohorte der Lusitanier sind unbekannt. Vermutlich befand sie sich bis 118/119 im Kastell Matrica und zwischen 118/119 und 180 im Kastell Kölked. Aufgrund der im Jahr 2000 entdeckten Grabinschrift eines Kohortenzenturios der Cohors I Lusitanorum, die aus den Gräberfeldern des südlicher gelegenen Kastells Cuccium stammt, wäre statt in Szekszárd jedoch auch dort mit ein Anwesenheit dieser Einheit zu rechnen. Lőrincz verortet die Inschrift aus Cuccium auf das Ende des 2. Jahrhunderts n. Chr. |

Für die Aufstellung dieser Truppenliste setzte Lőrincz allerdings die Annahme voraus, dass Őcsény mit Ad Latus und Szekszárd mit Alisca gleichzusetzen ist. Daher war nach seiner Überlegung u. a. die Cohors I Noricorum in Szekszárd stationiert. Die in Őcsény-Szigetpuszta aufgefundenen Stempel der Cohors I Noricorum und der Cohors II milliaria Brittonum erklärte er damit, dass die Ziegel dieser Einheiten von Alisca aus nach Ad Latus transportiert worden sind, um mit ihnen dort Gebäude zu errichten.
Bei Szekszárd fand sich nahe dem Sió die heute verschollene Grabinschrift eines Soldaten, der einst in der Cohors I Noricorum gedient hatte.

## Fundverbleib
Der weiter oben genannte Marmorsarkophag kam gleich nach seiner Auffindung per Schiff nach Buda und befindet sich heute im Ungarischen Nationalmuseum. Die meisten Funde, darunter eine wohl während der ägyptischen Spätzeit entstandene hellblaue Statuette des ibisköpfigen Gottes Thot, verblieben jedoch in Szekszárd und sind dort im Wosinsky Mór Múzeum (früher: Balogh Ádám Múzeum) zu sehen.

## Denkmalschutz
Die Denkmäler Ungarns sind nach dem Gesetz Nr. LXIV aus dem Jahr 2001 durch den Eintrag in das Denkmalregister unter Schutz gestellt. Die römischen Fundstellen aus Szekszárd und Umgebung gehören als archäologische Fundstätten nach § 3.1 zum national wertvollen Kulturgut. Alle Funde sind nach § 2.1 Staatseigentum – egal, an welcher Stelle der Fundort liegt. Verstöße gegen die Ausfuhrregelungen gelten als Straftat bzw. Verbrechen und werden mit Freiheitsentzug von bis zu drei Jahren bestraft.